# Гленс-Фоллс (Нью-Йорк)
Гленс-Фоллс (англ. Glens Falls) — місто (англ. city) в США, в окрузі Воррен штату Нью-Йорк. Населення — 14 830 осіб (2020).

## Географія
Гленс-Фоллс розташований за координатами 43°18′40″ пн. ш. 73°38′43″ зх. д. / 43.31111° пн. ш. 73.64528° зх. д. (43.311160, -73.645286).  За даними Бюро перепису населення США в 2010 році місто мало площу 10,33 км², з яких 9,97 км² — суходіл та 0,36 км² — водойми.

### Клімат
| Клімат : Гленс-Фоллс    | Клімат : Гленс-Фоллс | Клімат : Гленс-Фоллс | Клімат : Гленс-Фоллс | Клімат : Гленс-Фоллс | Клімат : Гленс-Фоллс | Клімат : Гленс-Фоллс | Клімат : Гленс-Фоллс | Клімат : Гленс-Фоллс | Клімат : Гленс-Фоллс | Клімат : Гленс-Фоллс | Клімат : Гленс-Фоллс | Клімат : Гленс-Фоллс | Клімат : Гленс-Фоллс |
| Показник                | Січ.                 | Лют.                 | Бер.                 | Квіт.                | Трав.                | Черв.                | Лип.                 | Серп.                | Вер.                 | Жовт.                | Лист.                | Груд.                | Рік                  |
| Абсолютний максимум, °C | 18,9                 | 21,1                 | 30,0                 | 33,3                 | 36,7                 | 36,7                 | 38,3                 | 38,3                 | 36,1                 | 30,6                 | 25,6                 | 20,6                 | 38,3                 |
| Середній максимум, °C   | −1,9                 | 0,4                  | 5,8                  | 13,7                 | 20,1                 | 24,8                 | 27,2                 | 26,1                 | 21,4                 | 14,6                 | 8,1                  | 1,1                  | 13,5                 |
| Середній мінімум, °C    | −13,7                | −12,3                | −6,5                 | 0,3                  | 5,9                  | 11,1                 | 13,7                 | 12,8                 | 8,0                  | 1,7                  | −2,6                 | −8,9                 | 0,8                  |
| Абсолютний мінімум, °C  | −37,8                | −35,6                | −31,1                | −16,1                | −6,7                 | 0,0                  | 0,0                  | −0,6                 | −4,4                 | −9,4                 | −21,7                | −36,7                | −37,8                |
| Норма опадів, мм        | 73                   | 53                   | 75                   | 76                   | 92                   | 90                   | 104                  | 93                   | 86                   | 89                   | 84                   | 77                   | 992                  |
| Днів з опадами          | 11,6                 | 9,4                  | 10,7                 | 11,3                 | 12,6                 | 12,0                 | 11,0                 | 10,9                 | 9,3                  | 10,8                 | 11,4                 | 11,3                 | 132,3                |
| ----------------------- | -------------------- | -------------------- | -------------------- | -------------------- | -------------------- | -------------------- | -------------------- | -------------------- | -------------------- | -------------------- | -------------------- | -------------------- | -------------------- |
| Джерело: NOAA           |                      |                      |                      |                      |                      |                      |                      |                      |                      |                      |                      |                      |                      |

## Демографія
Згідно з переписом 2010 року, у місті мешкало 14 700 осіб у 6545 домогосподарствах у складі 3527 родин. Густота населення становила 1423 особи/км².  Було 7109 помешкань (688/км²).
Расовий склад населення:
| - 94,7 % — білих - 1,8 % — чорних або афроамериканців - 0,6 % — азіатів - 0,3 % — корінних американців |

До двох чи більше рас належало 2,3 %. Частка іспаномовних становила 2,3 % від усіх жителів.
За віковим діапазоном населення розподілялося таким чином: 21,9 % — особи молодші 18 років, 65,7 % — особи у віці 18—64 років, 12,4 % — особи у віці 65 років та старші. Медіана віку мешканця становила 37,6 року. На 100 осіб жіночої статі у місті припадало 94,3 чоловіків;  на 100 жінок у віці від 18 років та старших — 91,6 чоловіків також старших 18 років.
Середній дохід на одне домашнє господарство  становив 57 826 доларів США (медіана — 45 395), а середній дохід на одну сім'ю — 72 725 доларів (медіана — 59 506). Медіана доходів становила 43 288 доларів для чоловіків та 36 857 доларів для жінок. За межею бідності перебувало 16,1 % осіб, у тому числі 20,8 % дітей у віці до 18 років та 8,5 % осіб у віці 65 років та старших.
Цивільне працевлаштоване населення становило 7633 особи. Основні галузі зайнятості: освіта, охорона здоров'я та соціальна допомога — 27,3 %, роздрібна торгівля — 17,3 %, мистецтво, розваги та відпочинок — 10,8 %, виробництво — 9,9 %.